# 松本幸大 (野球)
松本 幸大（まつもと こうだい、1980年12月23日 - ）は、兵庫県神戸市出身の元プロ野球選手（投手）。左投左打。

## 経歴

### プロ入り前
小学生時代は1年生次より少年野球チーム「芦屋トライアルズ」に所属し、主将も務めた。
神戸市立本庄中学校ではヤングリーグ・兵庫タイガースで投手となり、育英高等学校では2年春にチームが選抜出場を果たすが故障で自身はベンチ外。卒業後にデュプロへ入社（入社同期に高校の3年先輩・藤本敦士がいる）。社業と両立する環境も厳しく、実績もないため4年目には引退を考えたが、監督からの引き止めで残留するとプロ入りを目指して自主的に取り組むようになる。正捕手である味園博和からのアドバイスでサイド気味のフォームに変更すると球速がアップした。2005年の日本選手権ではホンダを相手に救援で4回無失点に抑えるとチームは敗れるも評価を上げた。8年間在籍したのち、2006年の大学生・社会人ドラフトで千葉ロッテマリーンズから8巡目で指名され、入団。

### ロッテ時代
2007年は数日間にわたって一軍に登録されるも、足首を骨折してすぐに離脱したため、一軍登板はなかったものの、2008年6月17日の対横浜ベイスターズ戦（横浜スタジアム）でプロ初登板を果たすと、6試合連続無失点の快投を見せ、7月5日の対福岡ソフトバンクホークス戦（千葉マリンスタジアム）でプロ初勝利を挙げた。その後は対左打者へのワンポイントリリーフを中心に18試合に登板したが、防御率5.17と安定感に欠けていた。
2009年は前年からさらなる飛躍を目指していたが、シーズン通して調子が上向かず、防御率も30.38と散々なシーズンだった。2010年も調子が上がらず、一軍で登板したほとんどの試合で失点を喫し、10試合の登板で防御率11.57に終わった。
2011年は一軍登板なしに終わり、2012年は復活をかけて2年ぶりの一軍登板を果たすが登板は3試合に終わり、同年10月7日に球団から戦力外通告を受けた。

### オリックス時代
その後、同年11月9日に日本製紙クリネックススタジアム宮城で開催された12球団合同トライアウトに参加すると、オリックス・バファローズから入団テストの誘いを受けた。11月13日からオリックスの秋季キャンプに参加して入団テストに臨んだ結果、18日に平井正史とともに合格が発表された。年俸は、70万円減の650万円で合意した。
2013年はオープン戦で9試合に登板して防御率1.17とアピールし、開幕一軍を勝ち取ったが、シーズンに入ると、移籍後初登板となる3月30日のロッテ戦で失策によるものではあるがサヨナラのランナーを出し黒星を喫すると、その後の登板でもランナーを出す不安定なピッチングが続き、5月29日のヤクルト戦では2/3回を投げて6失点し、その翌日に登録を抹消された。その後は一軍に上がることなく、10月7日に戦力外通告を受けた。

### オリックス退団後
退団後は神戸に帰郷して、港湾会社の後藤回漕店に勤務。また2019年までは同社の軟式野球部にも所属した。背番号は小学校からの付き合いで阪神・淡路大震災で死去した友人がつけていた7番をつけていた。
2023年より復帰し、後藤回漕店の監督を務めている。

## 選手としての特徴
左のサイドスローから、140km/h台の速球とスライダー、チェンジアップ、シュートなどの変化球を投げ分ける。投球フォームは、社会人時代にジェフ・ウィリアムスの投球フォームを参考にしたとされている。

## 詳細情報

### 年度別投手成績
| 年 度     | 球 団      | 登 板 | 先 発 | 完 投 | 完 封 | 無 四 球 | 勝 利 | 敗 戦 | セ 丨 ブ | ホ 丨 ル ド | 勝 率 | 打 者 | 投 球 回 | 被 安 打 | 被 本 塁 打 | 与 四 球 | 敬 遠 | 与 死 球 | 奪 三 振 | 暴 投 | ボ 丨 ク | 失 点 | 自 責 点 | 防 御 率 | W H I P |
| --------- | ---------- | ----- | ----- | ----- | ----- | -------- | ----- | ----- | -------- | ----------- | ----- | ----- | -------- | -------- | ----------- | -------- | ----- | -------- | -------- | ----- | -------- | ----- | -------- | -------- | ------- |
| 2008      | ロッテ     | 18    | 0     | 0     | 0     | 0        | 1     | 0     | 0        | 1           | 1.000 | 68    | 15.2     | 18       | 0           | 6        | 1     | 0        | 16       | 0     | 1        | 10    | 9        | 5.17     | 1.53    |
| 2009      | ロッテ     | 6     | 0     | 0     | 0     | 0        | 0     | 1     | 0        | 1           | .000  | 21    | 2.2      | 10       | 1           | 3        | 0     | 1        | 1        | 0     | 0        | 9     | 9        | 30.38    | 4.88    |
| 2010      | ロッテ     | 10    | 0     | 0     | 0     | 0        | 0     | 0     | 0        | 1           | ----  | 61    | 11.2     | 20       | 4           | 6        | 0     | 1        | 6        | 0     | 0        | 16    | 15       | 11.57    | 2.24    |
| 2012      | ロッテ     | 3     | 0     | 0     | 0     | 0        | 0     | 0     | 0        | 0           | ----  | 13    | 2.1      | 5        | 0           | 1        | 0     | 0        | 1        | 0     | 0        | 2     | 2        | 7.71     | 2.57    |
| 2013      | オリックス | 12    | 0     | 0     | 0     | 0        | 0     | 2     | 0        | 0           | .000  | 46    | 8.0      | 17       | 2           | 5        | 1     | 0        | 10       | 0     | 0        | 11    | 10       | 11.25    | 2.75    |
| 通算：5年 | 通算：5年  | 49    | 0     | 0     | 0     | 0        | 1     | 3     | 0        | 3           | .250  | 209   | 40.1     | 70       | 7           | 21       | 2     | 2        | 34       | 0     | 1        | 48    | 45       | 10.04    | 2.26    |

### 記録
- 初登板：2008年6月17日、対横浜ベイスターズ3回戦（横浜スタジアム）、9回裏に3番手で救援登板・完了、1回無失点
- 初奪三振：同上、9回裏に吉村裕基から空振り三振
- 初勝利：2008年7月5日、対福岡ソフトバンクホークス11回戦（千葉マリンスタジアム）、6回表に2番手で救援登板、1回1/3を無失点
- 初ホールド：2008年9月14日、対福岡ソフトバンクホークス22回戦（千葉マリンスタジアム）、6回表1死に3番手で救援登板、1回無失点

### 背番号
- 45 （2007年 - 2012年）
- 61 （2013年）

### 登場曲
- 「マンボNo.5」Lou Bega
- 「Anything Goes!」大黒摩季
- 「What's Luv?」Fat Joe feat.アシャンティ